# Literární druh
Literární druh je genologický termín, který označuje nejvyšší genologickou (žánroslovnou) rovinu: dělí veškerou literaturu na tři, resp. dvě skupiny: epika, lyrika a drama. Drama bývá někdy vydělováno mimo oblast literatury (resp. krásné literatury) jakožto autonomní umělecký druh. Namísto o epice a lyrice, které jsou vymezeny obsahově, se někdy mluví o próze a poezii, které jsou vymezeny spíše formálně (epika tedy není totožná s prózou a lyrika s poezií, byť mají některé společné rysy).
Pokusy dělit uměleckou literaturu na literární druhy nalezneme už v antice, zvl. u Aristotela v jeho Poetice, současná definice je však mnohem mladší. Objevuje se v klasicismu, plného rozvití se však dočkala až u J. W. Goetha. Ve své sbírce Západovýchodní díván (1819) napsal: „Existují pouze tři literární druhy [v originálu „přírodní formy, „Naturformen der Poesie“]: ten, jenž jasně líčí, ten, jenž je entuziasticky vzrušený a ten, který osobně jedná: epika, lyrika a drama“ („Noten und Abhandlungen zu besserem Verständnis des West-östlicher Divans“. Cit. dle Wellek – Warren, Teorie literatury, Votobia 1995, s. 436).